# Majalisa Alexandersson

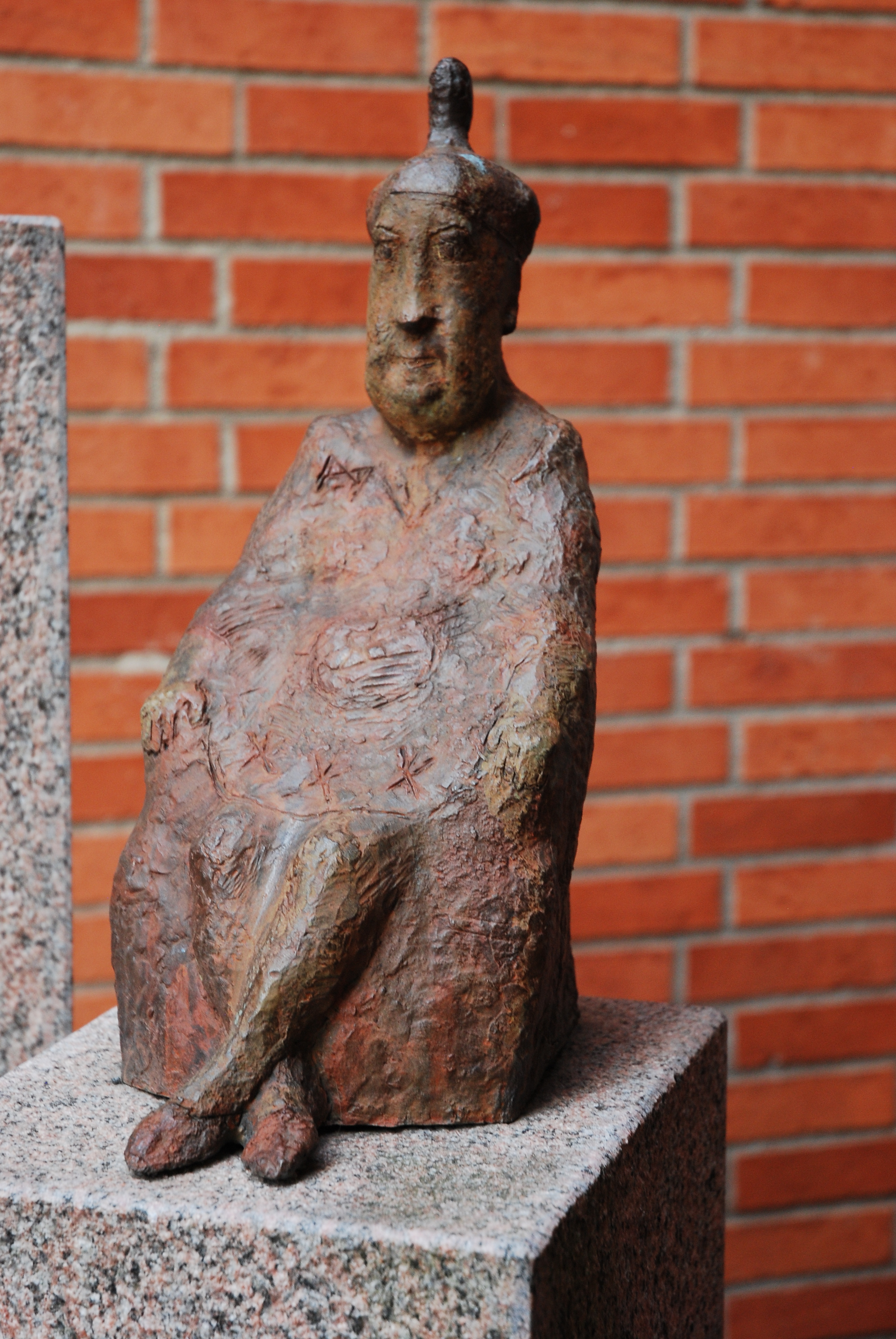
Jag ville jag vore en indian, brons, Lizzies torg i Huddinge centrum.

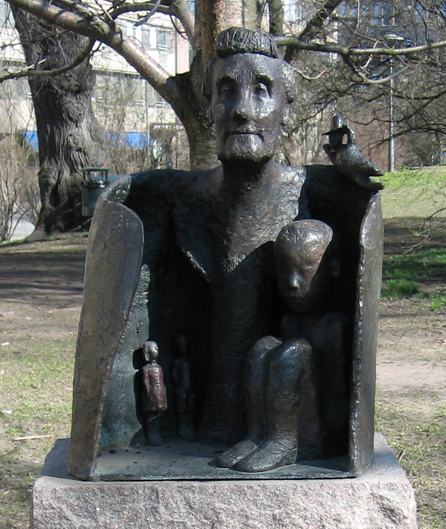
Poesi och förtrollning, porträtt av Astrid Lindgren, Tegnérlunden i Stockholm. Texten lyder: "Peter och Petra bor i Vasaparken. Vi tillhör småfolket sa Petra".

Maria Kalise Majalisa Alexandersson, tidigare Maria Kalise Nilsson, född 22 november 1934 i Ås församling, Jämtlands län, död 16 september 2024, var en svensk skulptör.
Majalisa Alexandersson arbetade som lärare i Grundskolan för konstnärlig utbildning i Stockholm åren 1956–1986 och sedan 1986 som konstnär på heltid. Hon bodde och arbetade i Rönninge.
Hon gifte sig 1968 med Per Sigfrid Nilsson (1926–2000), men återtog flicknamnet Alexandersson efter 15 år.

## Offentliga verk i urval
- Det var en gång en trädgårdsmästare (1984), bränd lera, Stadsbiblioteket i Lidingö
- Poesi och förtrollning (1996), ett porträtt av Astrid Lindgren, brons, Tegnérlunden i Stockholm
- Brueghels barn (2003), entrén till Nytorpsskolan i Rönninge[7]
- Jag ville jag vore en indian (2004), brons, Lizzies torg, Huddinge centrum
- Katten som gick för sig själv (2007), brons, betong och tegelsten, Juringeskolan i Huddinge